# ديفيد سامارتينو
ديفيد سامارتينو (بالإنجليزية: David Sammartino)‏ هو مصارع محترف أمريكي، ولد في 29 سبتمبر 1960 في بيتسبرغ في الولايات المتحدة.

## وصلات خارجية
- ديفيد سامارتينو على موقع CageMatch worker (الإنجليزية)
- ديفيد سامارتينو على موقع قاعدة بيانات المصارعة على الإنترنت (الإنجليزية)

- ديفيد سامارتينو على موقع IMDb (الإنجليزية)
- ديفيد سامارتينو على موقع قاعدة بيانات الفيلم (الإنجليزية)